# 于永波
于永波（1931年9月—），满洲正黄旗后裔，辽宁復縣（今瓦房店市）人。中国人民解放军上将。曾任中央軍事委員會委員、中國人民解放軍總政治部主任、中国人民解放军选举委员会副主任，中共十三屆、十四屆、十五屆中央委員。

## 生平
于永波1947年9月加入东北民主联军南满独立师，1948年9月加入中国共产党。入伍后担任辽南军区独立师、独立团一营二连通信员，辽南独立第一师一团政治处宣传员，东北野战军第五纵队十三师三十七团宣传队小组长。
1949年任第四野战军第四十二军一二四师三七零团宣传队副队长、代理副指导员。
1950年12月任中国人民志愿军第四十二军一二四师三七零团政治处宣传股干事，参加朝鲜战争。
1953年9月至1954年7月在解放军第四政治干部学校业务一队学习。
1954年7月至1963年2月任中国人民解放军陆军第四十二军教导大队宣传干事、军政治部宣传处宣教助理员；1955年被授予上尉军衔，被授予解放奖章；1960年晋升为大尉军衔。
1963年2月任中国人民解放军陆军第四十二军一二六师政治部宣传科副科长，11月任科长；1963年晋升为少校军衔。1965年3月任一二六师三七六团副政治委员、政治委员；1968年11月任第四十二军政治部宣传处处长；1969年10月任第一二六师副政治委员兼政治部主任；1972年11月任第一二六师政治委员。
1978年12月任中国人民解放军广州军区司令部办公室主任。
1983年5月任中国人民解放军陆军第四十二军政治委员。
1985年6月任中国人民解放军南京军区政治部主任。1988年9月被授予中将军衔。
1989年11月任中国人民解放军总政治部副主任。
1992年10月至2002年11月任中央军委委员、总政治部主任。1993年6月7日晋升上将军衔。
1993年5月兼任国务院军队转业干部安置工作小组副组长。1993年6月兼任全国打击走私领导小组副组长。1994年，参与处置建国门事件。
2003年3月退休。